# Пірамідальна інверсія

Інверсія у молекулі аміаку

Піраміда́льна інве́рсія (рос. пирамидальная инверсия, англ. pyramidal inversion) — політопне перегрупування, в якому зміна напрямків зв'язків з трикоординованим центральним атомом, що має пірамідальне (триподальне) розташування зв'язків, спричиняє позірний перехід центрального атома (вершини піраміди) в еквівалентне положення по іншу сторону основи піраміди.
Якщо три ліганди або замісники центрального атома різні, пірамідальна інверсія взаємоперетворює енантіомери. Перехід однієї конфігурації молекули XYZE з трикоординаційним пірамідальним sp3-гібридизованим атомом Е (наприклад, N, P, As, C–, Si–) внаслідок коливань у іншу форму є звичайно швидким і відбувається з проходженням неподіленої електронної пари через площину XYZ.